# Judith N. Shklar
Judith Nisse Shklar, född 24 september 1928 i Riga, död 17 september 1992 i Cambridge i Massachusetts, var en filosof, verksam inom området politisk filosofi och etik. Shklar arbetade vid Harvarduniversitet och höll John Cowles professur i statsvetenskap.

## Politisk filosofi och etik
Shklars politiska och etiska filosofi präglas av en liberal grundsyn. Denna är tydligast i Rädslans liberalism (The Liberalism of Fear), i vilken hon argumenterar för att kärnan i liberalismen är människans berättigade rädsla för grymhet. Hon spårar den moderna liberalismens ursprung tillbaka till de tidigmoderna tänkare som förespråkade religionsfrihet, till exempel kalvinisten Sebastian Castellio.
Shklar kontrasterar rädslans liberalism med två andra idealtyper: naturrättsliberalism (liberalism of natural rights) och framstegsliberalism (liberalism of personal development). Naturrättsliberalismen tar sin utgångspunkt antingen i naturrättsliga eller religiösa uppfattningen om att det finns ett normativt system som ger människor vissa grundläggande rättigheter, i synnerhet rätten till frihet. Statens roll blir då att garantera dessa rättigheter. Shklar kopplar rättighetsliberalismen till John Locke. Framstegsliberalismen betonar istället att frihet är en förutsättning för såväl individens som samhällets utveckling, och att moral och utbildning är omöjliga och överflödiga om individen inte får välja att acceptera eller avfärda olika uppfattningar. En sådan syn skulle, enligt Shklar, i slutändan leda till att regeringar ersätts med läroinstitutioner.
Shklar kontrasterar dessa båda idealtyper med vad hon kallar rädslans liberalism. Här är relationen mellan den offentliga makten och individen i fokus. Utgångspunkten är rädslan för att makthavare, på alla nivåer i samhället, om dessa har tillbörliga resurser, kommer att kunna utsätta människor för grymheter, och detta gäller i synnerhet de mest utsatta grupperna i samhället. En förutsättning för frihet är således begränsad statsmakt, maktdelning och att den offentliga makten granskas noggrant.
Shklars etiska filosofi får sitt tydligaste uttryck i boken Ordinary Vices i vilken hon upprepar det som har kommit att bli hennes catchphrase: put cruelty first. Titeln kommer från Montaigne, som hon citerar flitigt. Utgångspunkten i boken är att synd (sin) är något människan gör mot Gud, medan laster (vices) är något människor gör mot varandra. Huvudbudskapet, att grymheten är den värsta lasten och något som människor måste undvika att utsätta andra människor för, kan tyckas vara enkelt, men Shklar menar att grymheten ofta relativiseras eller nedprioriteras. För att illustrera detta tar hon ett exempel från Nadine Gordimers Burgers dotter. I utdraget beskrivs hur Rosa, en privilegierad, vit sydafrikansk kvinna, får syn på en fattig, svart man som piskar en åsna. Rosas spontana reaktion är att säga åt mannen att sluta, men i det ögonblick hon ser mannens höjda näve inser hon att den svarte mannen bara beter sig mot åsnan på samma sätt som vita människor har behandlat svarta i Sydafrika. Således avstår Rosa från att hindra mannen från att fortsätta piska åsnan. Anledningen till detta handlande, menar Shklar, är att Rosa valde att prioritera politiskt förtryck högre än grymhet. Hade hon istället prioriterat grymhet som den värsta lasten skulle hon naturligtvis ha hindrat mannen från att fortsätta plåga åsnan, alldeles oavsett vad som föregått händelsen. Shklar är dock inte dogmatisk i sitt resonemang, utan menar att var och en måste göra sin egen bedömning. En ideologisk övertygelse, menar hon, gör valet lätt medan en reflekterande person alltid kommer att ställas inför svåra val.
Shklar listar fem laster: grymhet (cruelty), hyckleri (hypocrisy), svek (betrayal), snobberi (snobbery) och misantropi (misanthropy). Av dessa är grymheten den enda som vi kan klara oss helt utan; övriga förekommer i varierande grad i vårt liv och fyller vissa funktioner. Människor har dock en tendens att ranka de fyra övriga lasterna som värre, vilket kan leda fel. Hyckleri, till exempel, menar Shklar kan vara ett yttre tecken på en inre vilja att förbättra sitt beteende. Att vara konsekvent är inte alltid att föredra framför att hyckla; till exempel är det att föredra att människor uppför sig på ett bättre sätt i sina professionella roller än vad de kanske skulle göra privat. Alla laster (utom grymhet) har viktiga funktioner att fylla, men alla laster kan också slå över i grymhet. Misantropi, till exempel, är ofta en förutsättning för humor, men kan lätt slå över i ett förhållningssätt som har överseende med att människor utsättas för grymhet.
Shklars använder sig frikostigt av exempel från världslitteraturen i sina resonemang, i synnerhet Montaigne, Montesquieu och Shakespeare.